# Comprensibilitat
Comprensibilitat fa referència a l'atenció centrada en la persona, la relació interpersonal i l'escolta són pilars fonamentals per tal de sentir la veu del subjecte, conèixer-la i entendre-la.
L'enfocament biogràfic, les actituds i habilitats relacionals i comunicatives dels professionals o cuidadors que donen suport a les persones en situació de vulnerabilitat o de necessitats de suport per viure i continuar el seu projecte de vida, són elements irreductibles de l'atenció centrada en la persona que tenen com a objectiu construir una relació interpersonal basada en el reconeixement de la seva singularitat, generar una interacció basada en la confiança, el compromís i la implicació, respectant la seva dignitat i autonomia.
En aquest tipus de relació interpersonal, la persona disposa de l'espai comunicatiu necessari per a expressar lliurement les seves preferències, desitjos i interessos, les seves inquietuds, malestars o disconformitats, i activar la seva motivació, voluntat i apoderament, trencant així amb les lògiques de poder que emanen de la institucionalització.
Per altra banda, la interrelació dialògica, facilita que el professional o cuidador pugui fer un abordatge més comprensiu de la persona sempre que es basi en un interès autèntic per comprendre la seva singularitat, la respecti i la reconegui, sense fer judicis de valor o valoracions basades en el mateix codi moral o prejudicis.
Ferrarotti parla de relació significativa basada en la interacció, la qual involucra a dues persones. Per construir aquest tipus de relació cal crear un clima de confiança i de proximitat que permeti establir un corrent empàtica entre ambdues persones que permeti deixar de banda les asimetries culturals. En aquest sentit, el professional o el cuidador ha de renunciar, ni que sigui temporalment, a la cultura entesa com a capital privat per apropar-se a l'experiència de l'altra.
Des d'aquesta perspectiva, la interacció té com a finalitat promoure, orientar, travessar i donar suport a la persona per a la seva emancipació i autonomia. Entenent per emancipació que la persona deixi la seva posició de subjecte subjugat per a assolir una relació més equitativa en el sentit de la confiança en si mateix de manera que pugui abordar qüestions existencials de manera més lúcida i autònoma.
L'escolta comprensiva esdevé l'eina fonamental per fer un abordatge comprensiu en l'atenció centrada en la persona. Al mateix temps, la interacció mobilitza als participants en la interacció i produeix efectes transformadors i benèfics en ambdós.